# Космос-1443
«Космос-1443» (ТКС-3) — беспилотный транспортный корабль снабжения, предназначенный для работы с орбитальной станцией (ОС) «Салют-7» в качестве её модуля и грузового корабля. Состоял из функционально-грузового блока (ФГБ) и возвращаемого аппарата (ВА). Первый ТКС, в полном составе (ФГБ и ВА) состыковавшийся со станцией. При этом массы ОС и ТКС были сравнимы, что позволяло отработать методы управления тяжёлыми и крупногабаритными орбитальными комплексами.

## История
Запущен 2 марта 1983 года, 10 марта пристыковался к ОС «Салют-7», которая с декабря 1982 года была необитаема и находилась в автоматическом режиме полёта. ТКС доставил на борт станции 2,7 тонн грузов, в том числе две дополнительные панели солнечных батарей в переносном контейнере. Около 4 тонн топлива, а также собственные солнечные батареи размахом 16 метров, общей площадью 40 м2 и мощностью около 3 киловатт позволили ему взять управление комплексом «Салют-7» — «Космос-1443» на себя.
28 июня 1983 года с комплексом состыковался пилотируемый корабль «Союз Т-9» (экипаж В. А. Ляхов и А. П. Александров). Образовалась связка массой 47 тонн, длиной почти 35 метров и полезным объёмом вдвое большим, чем в предыдущих полётах. 30 июня ЦУП разрешил открыть люк в грузовик. Модифицированные стыковочные агрегаты позволили экипажу разгрузить ТКС, работая в его внутренних отсеках. С креплением груза на земле перестарались — космонавты тратили целый час на снятие двух гаек.
С помощью двигательной установки грузовика 6 раз проводилась коррекция орбиты комплекса, выполнено около ста динамических операций, в частности, точная ориентация относительно Земли и звёзд. Благодаря усовершенствованной системе управления ТКС мог поддерживать стабилизированный полёт до нескольких суток, что давало космонавтам возможность заниматься научными экспериментами, не прибегая к ручному управлению.
14 августа 1983 года ТКС отстыковался от станции. При этом не обошлось без проблем — замки открылись не одновременно, и ТКС какое-то время тащил станцию за собой, угрожая сводом с орбиты. Затем ВА отделился от ФГБ и на протяжении более четырёх дней продолжал автономный полёт в космосе, а 23 августа 1983 года успешно приземлился в заданном районе, доставив 350 кг полезного груза со станции. ФГБ сошёл с орбиты 19 сентября 1983 года.
В 1993 году спускаемый аппарат корабля был продан на аукционе Сотбис за 552 тыс. долларов. 